# Kızılay
Kızılay – dzielnica Ankary znana z handlu i centrów handlowych. Jej nazwa pochodzi od Kızılay Derneği (Turecki Czerwony Półksiężyc) szpitala, który znajduje się na jej terenie.
Kızılay jest ważnym punktem komunikacyjnym, to tutaj krzyżują się linie metra oraz znajduje się pętla autobusów miejskich i dolmuszy.